# Гульшані Сергій Мамедович
Сергій Мамедович Гульшані (нар. 30 серпня 1936, Бандар-Анзалі) — український живописець; член Національної спілки художників України з 1995 року.

## Біографія
Народився 30 серпня 1936 року в м. Пехлеві (Іран) в ремісничій родині азербайджанця Мамеда Гульшані і Євдокії Андріївни Жукової-Гульшані, уродженки Пензенської губернії. Хлопчика назвали Хосейн-Джафарі, він був четвертою дитиною у родині. Мистецький талант Гульшані проявився в ранньому дитинстві. Після дев'ятирічної середньої школи вступив до Тегеранського художнього училища, яке закінчив  1957 року. Тоді ж стає студентом Тегеранського університету мистецтв. Але здобути вищу освіту не вдалось: суспільні заворушення в країні кінця 1950-х — початку 1960-х років змусили сім'ю залишити Батьківщину й перебратися до Баку. Саме тут, отримуючи радянський паспорт, Хусейн-Джафарі Гульшані отримав ім'я Сергій. Згодом він виїздить до російського міста Пенза, де працює в місцевому художньому фонді. Самоосвітою вдосконалює фах художника. Тут він створює цілу серію полотен про нелегке життя іранського народу — узагальнює все бачене й пережите («Іранський жебрак», «Сумуюча жінка», «Роздуми»). Сама доля розпорядилася так, що на чужій землі він зустріне свою майбутню дружину Зінаїду Дмитрієву, хмельничанку за походженням. Саме вона запросила його до нашого міста, де подружжя  й оселилося 1963 року.

## Творчість
На подільській землі художник заявив про себе, як про талановитого майстра портретного жанру. Обличчя історичних персонажів, українських письменників, простих трудівників на полотнах художника сповнені глибокого внутрішнього зосередження, самозаглиблення («Портрет молодого чоловіка», «Герой Радянського Союзу Романенко А. Ф.»). Також Гульшані залюбки малює родинні ідилії, головний персонаж яких, безумовно, малюк («Іранська сім'я»). Не проходить художник байдуже і повз жіночу вроду. Прагнучи передати тепло, ніжність, загадковість натури, митець обирає динамічні ракурси, відкриті, часом контрастні барви («Жінка у червоному»). Відтворює він і рідні краєвиди, щедрі дари землі й, звичайно ж, не оминає сюжетних картин («Спомин», «Сім'я»).
До 1992 року Сергій Мамедович працює у художньо-виробничих майстернях, у 1995-му — стає членом Національної спілки художників України. На його рахунку сотні полотен, що експонувалися на численних республіканських, обласних, міжнародних виставках. Багато картин художника поповнили колекції музеїв України, Росії, Польщі, Болгарії, Німеччини, Франції, Ізраїлю, США, а також  приватних збірок.
2011 року з нагоди 75-річного ювілею відбулася перша персональна виставка Сергія Гульшані в Хмельницькому обласному художньому музеї, яка представляла роботи різних років. Переважно це були портрети сучасників, писані з натури. Нині у фондах художнього музею зберігається 20 робіт митця, 18 з яких — подаровані автором.
Сьогодні живописець живе і працює за кордоном, але щороку приїжджає на подільську землю, бо, як зізнався сам митець: «…всерівно найкраще мені твориться в Хмельницькому».